# LevDAX
Der LevDAX ist ein von der deutschen Börse aufgelegter Index, der an den Leitindex DAX angelehnt ist.
Unter der WKN A0C4B3 und der ISIN DE000A0C4B34 ist er handelbar.
Mittlerweile werden auch weitere Zertifikate von verschiedenen Anbietern mit Hebelfaktoren von 3 oder 4 angeboten.

## Funktionsweise
Mit dem LevDAX berechnet die Deutsche Börse einen Index, der mit einem Hebel von zwei an die Bewegungen des Leitindex DAX geknüpft ist. Eine Bewegung des DAX-Index wird vom LevDAX also doppelt nachvollzogen – sowohl bei steigendem als auch bei fallendem Kurs.